# 余迪偉
余迪偉（1977年9月27日—），原名余國雄，香港商業電台叱咤903節目主持。現時於叱咤903與鄭裕玲、余德丞及傑朱主持《口水多過浪花》及於YouTube與鄒凱光、姚家豪主持《三叔公園》。

## 簡歷
余迪偉1977年出生於香港，他曾就讀嶺南小學及嶺南中學，在紐約科技學院讀書時曾在電台工作，其後移民到溫哥華時也有在當地電台華僑之聲當主持人。當時在商台工作的高層朱明銳和區新明到他任職的電台幫忙，從而認識他們。之後獲他們引薦到商台面試，成功後加入商台做製作。
2005年和當時已是主持人的卓韻芝主持五天精華遊。2006年參與演出「森美小儀歌劇團」《Big Nose》。他本身是一個旅遊愛好者，曾到過不少地方。他曾到過柬埔寨的吳哥窟，更將遊歷的經驗輯成《一本精華遊》。2007年參與演出「森美小儀歌劇團」《Lokamochi Mamiba》。 2008年6月開始成為有線電視休娛節目《潮流旗艦店》主持。2008年參與演出「森美小儀歌劇團」《小孖俠》。同年因為卓韻芝離開電台，他轉而和阿Bu主持《精華遊花園》，其後成為《一八七二遊花園》主持。2009年《一八七二遊花園》加插鄒凱光，變成三人主持節目；其後阿Bu和鄒凱光相繼離開，其拍檔換成林二汶。2014年6月25日，《一八七二遊花園》播出最後一集，而之後同一時段會有他和導演火火合作的新節目《雙截棍》。
2023年2月9日，少爺占及當奴舉行一連四場艾粒part 2演唱會，二人在演唱會螢幕私自放「迪偉同你浸溫泉」，見商台DJ余迪偉赤裸上身，事後余迪偉在IG貼出現場相，更指自己十幾年來一直被艾粒用作搞笑橋段，包括「迪偉俱樂部」、「迪偉後花園」等，余迪偉表示「Enough is enough（真是受夠了）」。
余迪偉翌日下午4點在商台門外見傳媒回應此事，不少網民力挺迪偉開聲說不。

## 電台節目

### 播放中
- 《口水多過浪花》（與鄭裕玲、余德丞、傑朱共同主持）
  - 2016年5月13日起，為逢一至五 15:00 - 16:30 播放。
- 《三叔公園》（與鄒凱光、姚家豪共同主持）
  - 2022年5月6日起，為逢星期一、三、五 22:00 - 23:30 播放。
- 《鬼同你we won won》（與詹朗林共同主持）
  - 2024年10月28日起，為逢星期一 20:00 - 21:25 播放。

### 已結束播放
- 《孖仔孖心肝》（華僑之聲電台節目，與龍本合作）
- 《在晴朗的一天出發（903）》
- 《架勢堂》
- 《五天精華遊》
- 《午夜閒談》
- 《精華遊花園》
- 《不妨親近一點》
- 《903 美麗華 M3》 (14-8-2010)
- 《AiShiTeRu》（與阮小儀共同主持）
- 《一八七二遊花園》（與阿Bu、鄒凱光、林二汶共同主持）
- 《甜蜜蜜 @ V City》（與鄒凱光共同主持）
- 《早霸王》（暫代主持）
- 《雙截棍》（與火火共同主持）
- 《口水多過浪花》（逢星期一至五下午3時至4時半於叱咤903播出－與鄭裕玲、麻利亞共同主持）
- 《買定嚟搜》（逢星期一至五下午4時半至5時於叱咤903播出－與傑朱、阿強共同主持）
- 《月光光心慌慌》（逢星期一晚上10時至11時半於丘品創作YOUTUBE播出－與李浩森共同主持）
- 《床上那話兒》（逢星期三晚上8時至9時半於丘品創作YOUTUBE播出－與Karen共同主持
- 《遊魂野仔》（逢星期一晚上8時起於怪壇@邁步工房YOUTUBE播出，與傑朱、李浩森共同主持)

## 電視節目

### 主持
| 年份                          | 播放媒體  | 節目名稱              | 合作主持             | 備註 |
| ----------------------------- | --------- | --------------------- | -------------------- | ---- |
| 2007年                        | 有線電視  | 《潮流旗艦店》        | 吳嘉佩               |      |
| 2010年                        | 有線電視  | 《美食法庭》          | 蔣怡、林曉峰、陳樹鵬 |      |
| 2011年                        | 有線電視  | 《美食法庭2》         | 蔣怡、林曉峰、陳樹鵬 |      |
| 2012年                        | Now 101台 | 《18/22》             | 蔣怡、林曉峰、陳樹鵬 |      |
| 2013年                        | 有線電視  | 《美食法庭3》         | 蔣怡、林曉峰、陳樹鵬 |      |
| 2016年4月7日 - 2023年12月28日 | ViuTV     | 《又要威 又要戴頭盔》 | 林二汶、徐㴓喬       |      |
| 2025年4月14日 -               | ViuTV     | 《怨女俱樂部》        | 何居倬、陳皓雲       |      |

### 電視劇
| 年份   | 播放媒體 | 劇名                   | 角色    |
| ------ | -------- | ---------------------- | ------- |
| 2025年 | ViuTV    | 《弊傢伙！我要去祓魔》 | Jackson |

## 派台歌曲成績
| 派台歌曲成績 | 派台歌曲成績 | 派台歌曲成績 | 派台歌曲成績 | 派台歌曲成績 | 派台歌曲成績 | 派台歌曲成績                                            |
| ------------ | ------------ | ------------ | ------------ | ------------ | ------------ | ------------------------------------------------------- |
| 唱片         | 歌曲         | 903          | RTHK         | 997          | TVB          | 備註                                                    |
| 2020年       |              |              |              |              |              |                                                         |
|              | 夠薑．卜一卜 | -            | -            | -            | -            | 以Ginger Queen名義派台 丘品創作節目《夠薑卜一卜》主題曲 |

## 曾參與廣播劇
- 黃金少年（飾演：葛迪 - 透心俠）
- 五天精華遊 - 05消費回顧廣播劇
- 地板對我說 - 妹妹的情書廣播劇（飾演：Oliver）

## 曾參與電影
- 《六壯士》
- 《六樓后座》飾 六樓后座朋友
- 《女人那話兒》
- 《猛男滾死隊》
- 《2012我愛香港喜上加囍》
- 《保衛戰隊之出動喇！朋友！》

## 曾參與舞台演出
- 森美小儀歌劇團

Big Nose（2006年）
Lokamochi Mamiba（2007年）
小孖俠（2008年）
- 爆響口之唔出得街
- 余迪偉一支弓
- 壞-ology （页面存档备份，存于） (2024/06/07-09 麥花臣場館)

## 書籍作品
- 《一本精華遊》（2006年）：青春文化出版，ISBN 9889918447，講述他的旅遊經驗。
- 《筆舉直插》（2010年書展推出）
- 《筆舉再插》（2011年書展推出）
- 《筆舉亂插》（2012年書展推出）
- 《送給情人的禮物》
- 《筆舉任插》（2013年書展推出）
- 《送給情人的急救包》
- 《咪戀搞我》（2014年書展推出）
- 《筆談情》、《紙說愛》（2015年書展推出）
- 《迪迪的DIARY》（2023年推出）
- 《迪迪的DIARY 2》（2024年書展推出）

## 外部連結
- 商台余迪偉簡介 （页面存档备份，存于）
- 余迪偉的Facebook專頁
- 余迪偉的Facebook專頁
- 余迪偉的Instagram帳戶
- 余迪偉的Blog （页面存档备份，存于）
- 旅遊Vs飲食天書新趨勢——走訪余迪偉JackyYu